# Académie des Jeux floraux
Pour les articles homonymes, voir Jeux floraux (homonymie).
L’Académie des Jeux floraux (occitan, Acadèmia dels Jòcs Florals) est une société littéraire, reconnue comme académie royale en 1694 par Louis XIV, qui a pris la suite du Consistori del Gay Saber fondé en 1323 à Toulouse par sept troubadours, avec la protection des capitouls.
Elle doit son nom aux Jeux floraux, fêtes célébrées à Rome en l'honneur de la déesse Flore, et aux cinq fleurs d'or ou d'argent : la violette, l'églantine, le souci, l'amarante et le lys qui récompensent chaque 3 mai les auteurs des meilleures poésies en français et en occitan. Celui qui reçoit trois de ces fleurs porte le titre de « maître des Jeux », tandis que les membres de l'Académie sont appelés « mainteneurs ».
Elle a été reconnue d'utilité publique par décret du 1er mars 1923.
Les jeux floraux de Toulouse et leur fête des fleurs, que l'Académie organise, sont classés à l'inventaire du patrimoine culturel immatériel en France depuis 2022.

## Histoire

### Origines

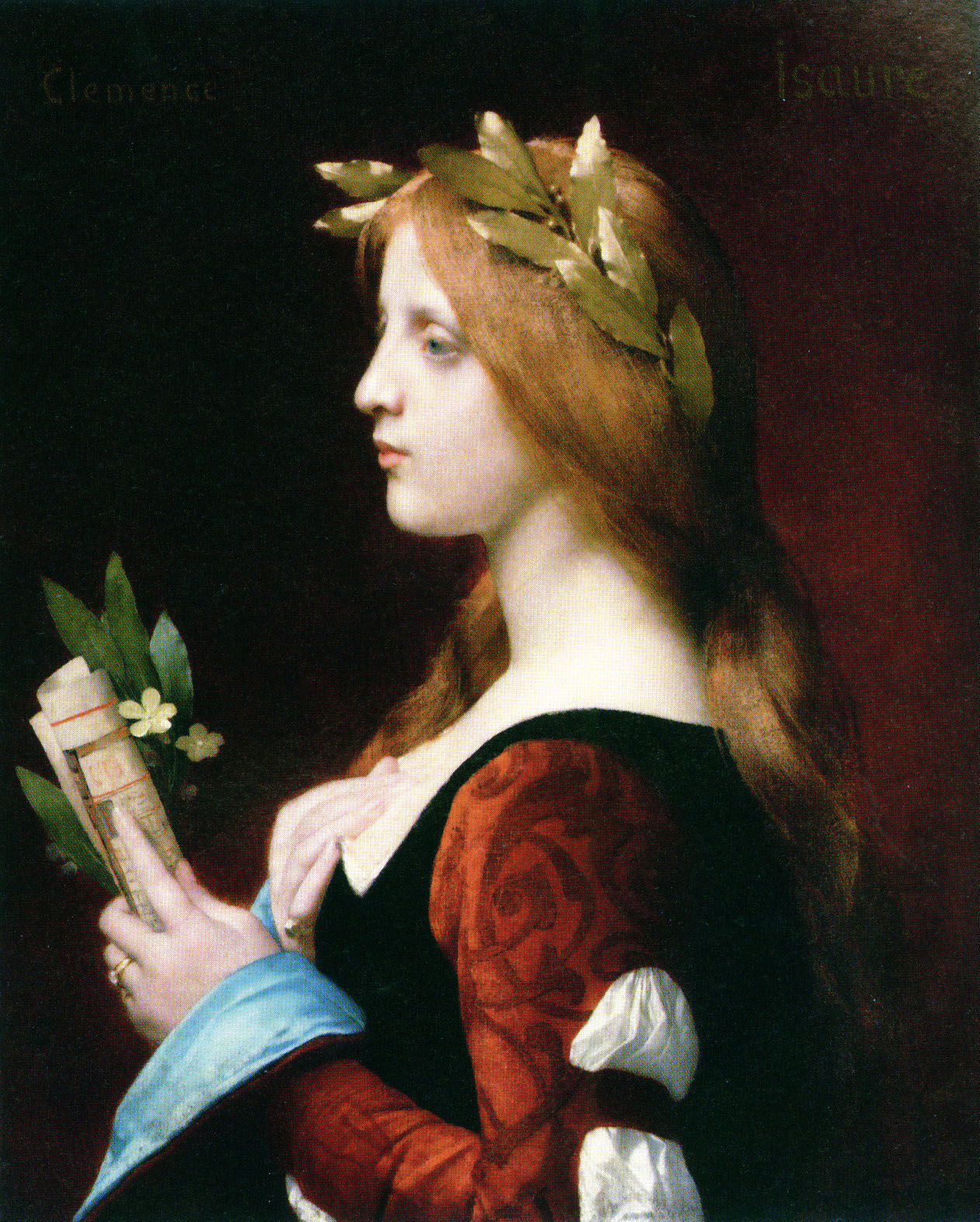
Dame Clémence Isaure par Jules Lefebvre.

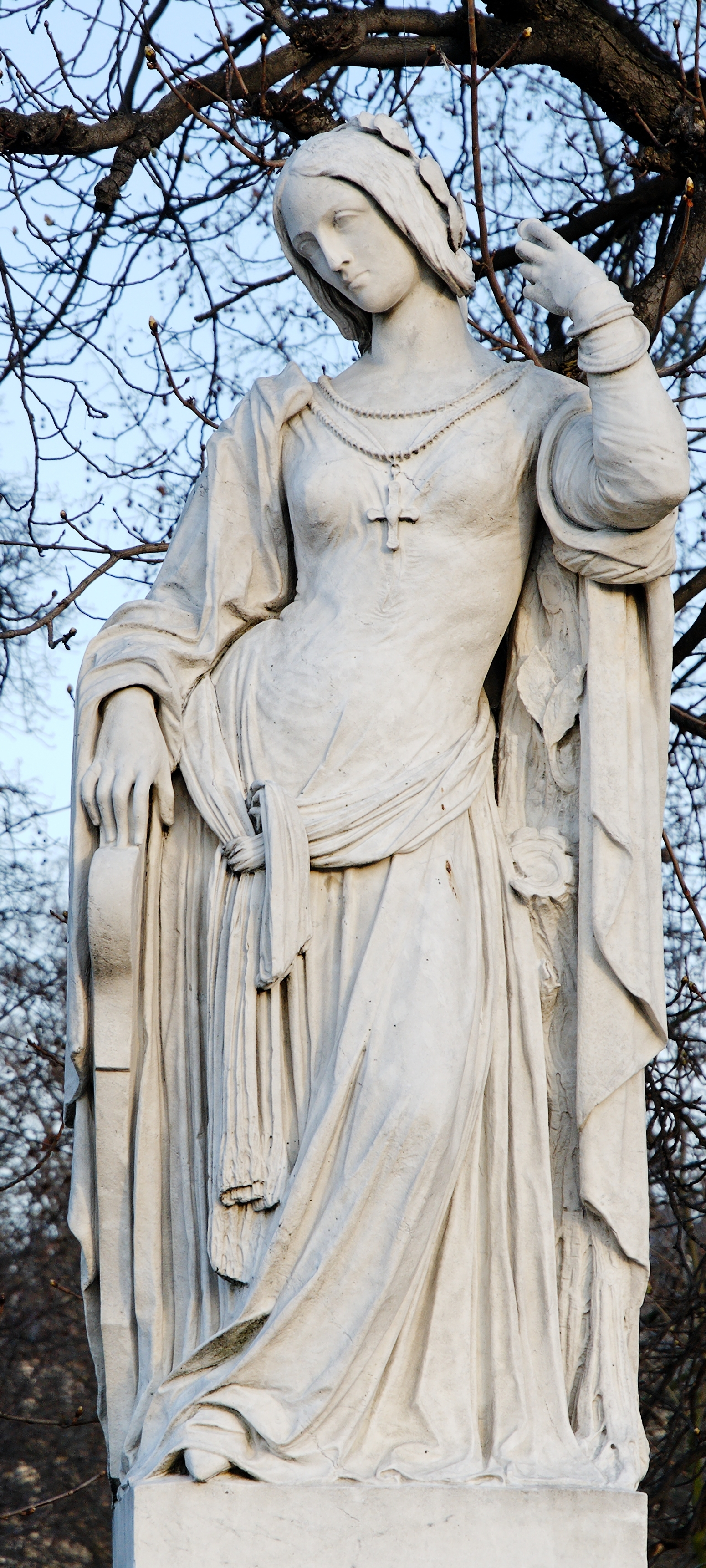
Statue de Clémence Isaure par Auguste Préault dans la série Reines de France et Femmes illustres du jardin du Luxembourg.

L'institution fut fondée en 1323 par plusieurs poètes qui se réunirent pour former ce qu'on appela le Consistori del Gay Saber ou Consistoire du Gai Savoir ou de la Gaie Science. Soucieux de rétablir un certain lyrisme après la croisade contre les albigeois au XIIIe siècle, de riches bourgeois toulousains organisèrent un concours littéraire en langue d'oc, récompensant chaque année un troubadour d'une violette dorée à l'or fin. Elle est tenue pour la plus ancienne société littéraire d'Europe.
Le premier concours de poésie eut lieu le 3 mai 1324. Se déroulant tout d'abord au verger des Augustines, cette compétition devint peu après une fête locale financée par les capitouls.
Après plusieurs tentatives, les jeux furent également instaurés à Barcelone en 1393 à l'initiative du roi Jean Ier d'Aragon et furent maintenus sous les auspices des monarques d'Aragon jusqu'à la fin du XVe siècle.

### XVIesiècle
En 1513, des différents éclatent entre le Consistoire du Gai Savoir et les Capitouls. Les membres du Consistoire décidèrent alors de prendre leur indépendance : ils changèrent le nom de la société en « Collège de rhétorique » et réclamèrent à la municipalité le financement de leur manifestation. Pour appuyer leur demande, ils créèrent le personnage de Clémence Isaure, dont ils racontèrent qu'elle avait légué tous ses biens à la ville à condition que les Jeux floraux y soient organisés chaque année.
Afin de convaincre les magistrats, ils utilisèrent la sépulture de Bertrande Ysalguier, dont la statue expose dans ses mains jointes un iris symbolisant les fleurs du Gai Savoir. Parallèlement, ils lui inventèrent un passé, créant des archives de toutes pièces. Cette statue sera modifiée un siècle plus tard afin de coller à la légende : la tête est remplacée, des fleurs sont substituées au chapelet dans la main droite, la charte des Jeux floraux est placée dans la main gauche, et le lion est supprimé.
Parallèlement, c'est en 1513 que les Jeux floraux se font dorénavant en langue française.
L'un des premiers textes à contester l'existence de Clémence Isaure fut le Discours contenant l'histoire des Jeux floraux et celle de Dame Clémence publié en 1774 par Charles Laganne, procureur du roi et de la sénéchaussée de Toulouse. Au milieu du XIXe siècle, l’existence de Clémence Isaure est encore sujette à des textes passionnés, comme celui de l'abbé Salvan : Clémence d'Isaure, bienfaitrice des Jeux floraux : Etude historique en 1853.

### XVIIesiècle
En 1694, sous l'impulsion de Simon de La Loubère, la Compagnie des Jeux floraux devint l'Académie des Jeux floraux, nom qu'elle a gardé jusqu'à aujourd'hui. Louis XIV édicta les statuts de l'Académie, qui seront modifiés plusieurs fois par la suite. La langue des poèmes soumis à concours devint le français.

### XVIIIesiècle
Par lettres patentes du mois de mai 1725, le nombre des mainteneurs est porté de trente-six à quarante. De nouvelles lettres patentes datées du 28 septembre 1743 permettent la délivrance de lettres de maîtrise aux religieux qui obtiennent trois prix lors des quatre concours annuels. Cette organisation est en partie remaniée par un édit de 1773. Le 21 juin 1777, Monsieur, frère du roi Louis XVI et futur roi Louis XVIII, assiste à une séance de l'Académie et entend la lecture de trois odes de Géraud Valet de Reganhac, maître ès jeux depuis 1759. À partir de 1791, la période révolutionnaire entraîna la dispersion des membres de l'Académie et la suspension de ses activités.

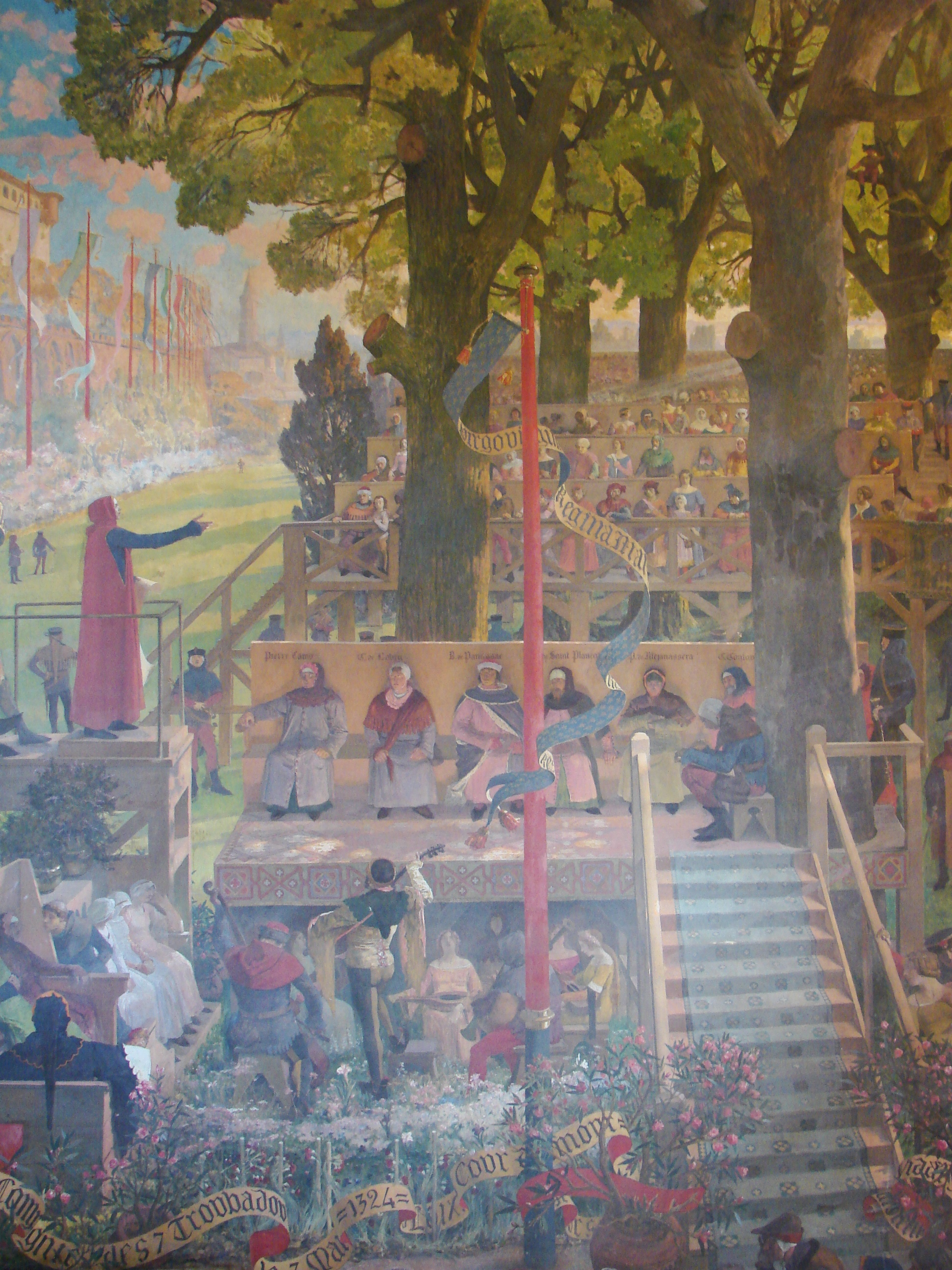
His idem semper honos
(Par ces fleurs toujours la même beauté).

### XIXesiècle
Rétablie officiellement en 1806, l'Académie des Jeux floraux continua tout au long du XIXe siècle à être régie par les statuts de 1694, malgré quelques changements mineurs à son règlement.
Depuis 1894, elle se réunit à l'hôtel d'Assézat, où se trouve la fameuse statue de Clémence Isaure, et elle continue d'attribuer des prix littéraires. Chaque 3 mai, dans la salle des illustres du Capitole, on fait l'éloge de l'inspiratrice et bienfaitrice des poètes. Le même jour a lieu dans la basilique de la Daurade une messe où sont bénies les fleurs du concours avant d'être présentées à la cérémonie de remise de prix.
En 1895, l'occitan est rétabli dans les concours, au côté du français,.
En 1859, elle inspira l'instauration de nouveaux Jeux floraux à Barcelone puis à Valence.

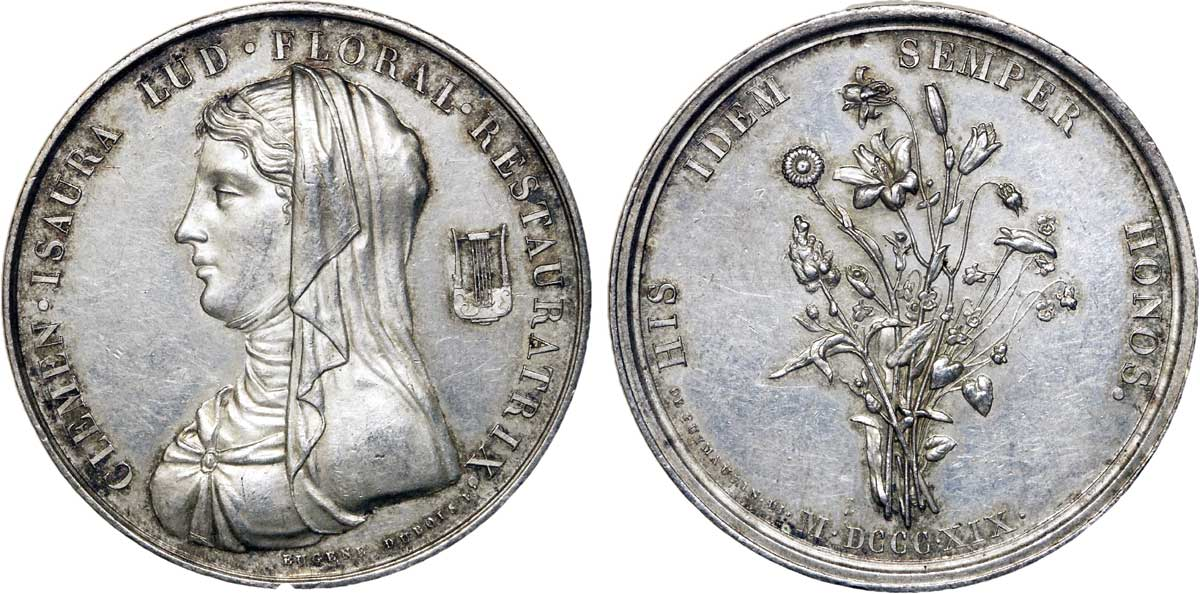
Jeux floraux de 1819. Ces jeux, organisés à Toulouse, mettaient en compétition des poètes et des musiciens sous l'égide de la nymphe Flore. En 1819, l'un des lauréats fut Victor Hugo, alors âgé de 17 ans. Ce jeton peut donc être de cette émission, n'ayant pas de poinçon.

### XXesiècle

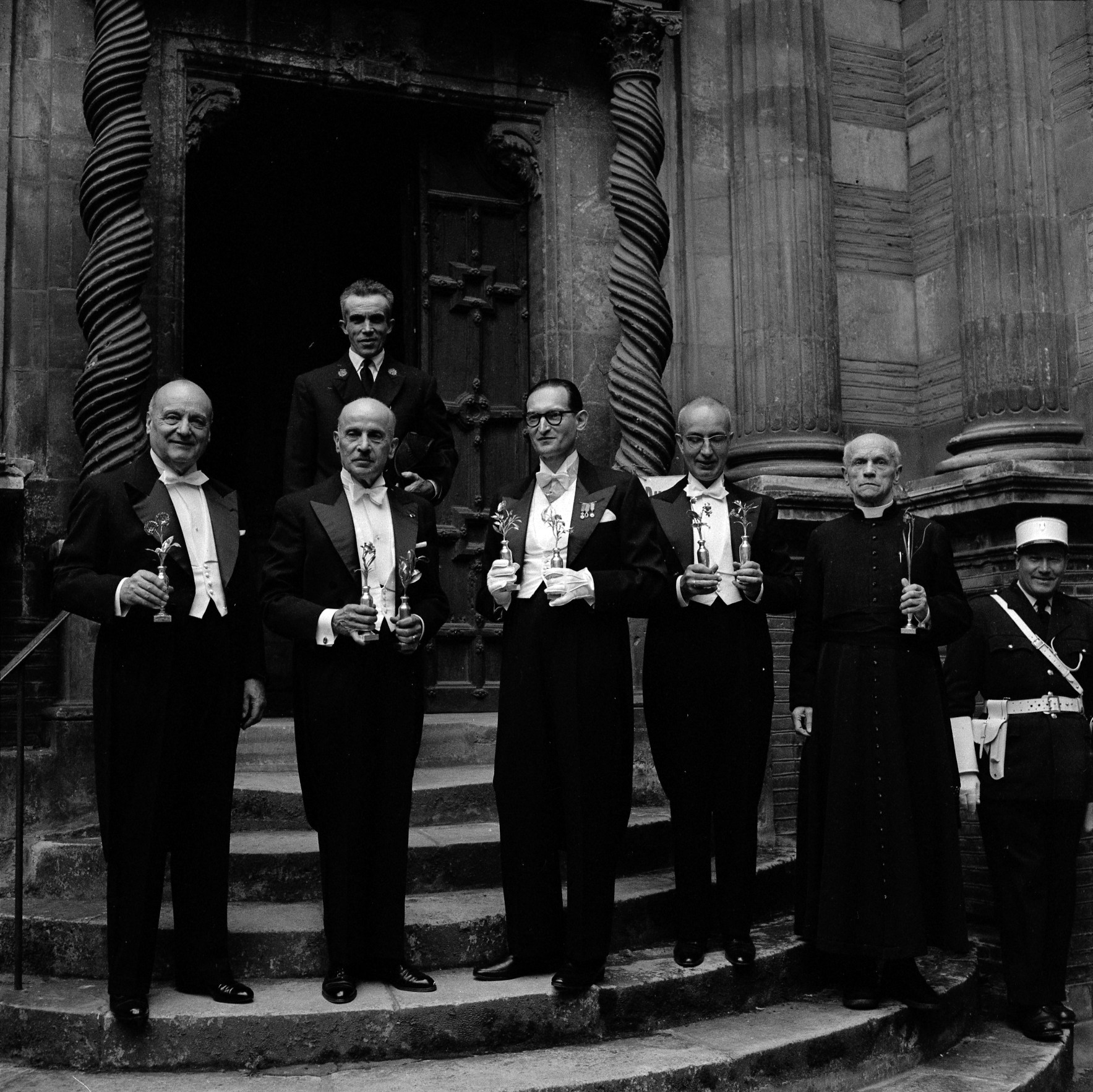
Vainqueurs des Jeux floraux en 1961.

Au XXe siècle, l'Académie des Jeux floraux a poursuivi sa mission pluri centenaire au service de la poésie et de la littérature en langues française et occitane.
La diversité de ses Mainteneurs et de ses Maîtres-ès-Jeux lui a permis de traverser les aléas et les vicissitudes du siècle en toute indépendance.
Les recueils de l'Académie montrent qu'elle a ainsi compté de très nombreuses personnalités parmi ses membres :
- trois prix Nobel : Paul Sabatier et Jean Dausset, rejoints récemment par Jean Tirole ;
- quatre cardinaux : Désiré-Joseph Mercier, Jules Saliège, Gabriel-Marie Garrone et Jean Guyot ;
- cinq secrétaires perpétuels de l'Académie française : Étienne Lamy, René Doumic, Georges Lecomte, Maurice Genevoix et Jean Mistler ;
- de nombreux académiciens français : le maréchal Joseph Joffre, le maréchal Ferdinand Foch, le général Édouard de Castelnau, Edmond Rostand, François Coppée, Henri Bornier, Ferdinand Brunetière, René Bazin, Charles Maurras, Émile Henriot, Henry Bordeaux, Pierre de Nolhac, duc de Lévis-Mirepoix, Joseph de Pesquidoux, Émile Mâle, André Chamson, Pierre Benoit, le duc de Castries, José Cabanis ;
- deux chefs d'État : Gaston Doumergue (président sous la IIIe République) et Léopold Sédar Senghor ;
- des grandes figures de la Résistance : le cardinal Jules Saliège (Compagnon de la Libération et Juste parmi les nations), monseigneur Bruno de Solages (recteur de l'Institut catholique de Toulouse), le père Aimé-Georges Martimort, et le marquis Charles d'Aragon, chef du mouvement Combat dans le Tarn ;
- huit Majoraux du Félibrige : Prosper Estieu, Antonin Perbosc, Frédéric Cayrou, Simin Palay, Charles Grando, Paul-Louis Grenier, Henri Mouly, et Christian Mathieu ;
- des artistes comme Jean-Paul Laurens (peintre), Georges Prêtre et Pablo Casals (musiciens), des personnalités des médias comme Dominique Baudis et Évelyne-Jean Baylet, et des personnalités étrangères comme Carmen Sylva (reine de Roumanie) et Puig y Cadafalch (architecte de l'Art nouveau).

Les concours vont couronner des poètes et des écrivains dont la diversité illustre ce siècle. Citons par exemple : le poète Armand Praviel gagne la Primevère en 1901, puis l'Églantine d'argent en 1902, Marie-Louise Dromart, Laurier de Vermeil en 1931, Pompeu Fabra, républicain espagnol réfugié en France et auteur reconnu de la Grammaire catalane, est lauréat de l'Académie en 1942, Laurent Tailhade poète et anarchiste, Maurice Magre, homme de lettres et ardent défenseur de l'Occitanie, Marcelle Maurette, petite fille d'Ingres et auteure dramatique à succès avec Anastasia, ou la poétesse et écrivaine Louise de Vilmorin.

## Expansion française
La tradition des Jeux Floraux s'est largement répandue en France. Sans intervention de l'Académie éponyme de Toulouse, sans lien particulier de dépendance, plusieurs territoires perpétuent des concours de poésie sous un titre analogue. Citons par exemple:
- les Jeux floraux d'Anjou, animés par la Plume Angevine
- les "Jocs Florals" organisés par la Compagnie Littéraire du Genêt d'Or à Perpignan
- le Jasmin d'argent d'Agen, en mémoire du poète Jacques Jasmin, créé en1920.
- les Jeux floraux du Béarn, de Picardie, de la Principauté d'Orange, du Pays basque, de Bretagne (créés par Auguste Bergot), Méditerranéens et Alpins, regroupés au sein de l'association l'Etrave-Poètes sans frontières.

Précédemment, il y eut les Jeux floraux d'Aquitaine et les Petits Jeux floraux de Marseille, fortement inspirés par Frédéric Mistral.

## Développement international
De nombreuses manifestations littéraires ont revêtu ou revêtent aujourd'hui le nom de "Jeux floraux" dans le monde ibérique et s'inspirent, implicitement ou explicitement, du précédent toulousain : invocation de Clémence Isaure, référence à la "gaya sciencia" ou au "gay saber", remise de fleurs comme prix.
En Espagne, on peut citer les Jeux floraux de Barcelone, établis d'abord en 1393 et rétablis au XIXe siècle pour accompagner l'essor qu'on voulait donner déjà à la langue catalane. De même existent, en castillan et en valencien, des Jeux floraux à Valence et dans de plus petites villes de la région levantine.
En Amérique latine où les lettres sont tant prisées, les concours de poésie ont une grande importance dans de nombreux pays. En témoigne notamment l'œuvre du colombien Gabriel Garcia Marquez: ce dernier relate en particulier dans L'amour au temps du choléra les affres des candidats à l'orchidée d'or. Aujourd'hui les Jeux floraux les plus actifs se situent principalement au Mexique, où l'on relève onze villes qui possèdent leurs Jeux floraux. Il s'agit de différents concours de langue espagnole ouverts en général seulement aux écrivains mexicains et dotés pour certains de prix assez élevés, avec même pour l'un d'eux un prix "Clemencia Isaura". À noter cependant que les jeux de Ciudad del Carmen ont une dimension régionale. Un autre pays en pointe est le Guatemala où les les Juegos Florales Hispanoamericanos de Quetzaltenango (es), créés en 1916, sont "ibéro-américains" et donc ouverts à tous les auteurs de la région.
On trouve aussi des concours de poésie portant le nom de Jeux floraux au Pérou, au Chili, au Salvador, au Honduras, à Cuba et en Argentine.

## Mainteneurs et maîtres des jeux
Voir la liste des mainteneurs depuis 1694.
Les mainteneurs de l'Académie sont choisis exclusivement parmi des personnes domiciliées à Toulouse ou dans ses environs immédiats. La première femme mainteneur, Lise Enjalbert, n'a été élue qu'en 2005. En 2022, elles sont quatre à siéger (Lise Enjalbert étant décédée en 2015) :
- Michèle Pradalier-Schlumberger (élue en 2006)
- Marie-Pierre Rey (élue en 2018)
- Marie-Anne Sire (élue en 2020)
- Béatrice Bouffil (élue en 2021).

Voir la liste des maîtres ès Jeux.
Les maîtres des Jeux, dont le lieu de résidence est libre et le nombre n'est pas limité, peuvent être aussi bien des femmes que des hommes. On compte parmi eux Ronsard, Chateaubriand, Voltaire, Victor Hugo, Firmin Boissin, Frédéric Mistral, François Just Raynouard, Henry de Rochegude, Carmen Sylva, Stéphen Liégeard, Prosper Blanchemain, l'abbé Salvat, le chanoine Nègre, Marie Noël…

## Secrétaires perpétuels
- 1694-1711 : Germain de Lafaille
- 1711-1733 : Jacques de Catellan
- 1733-1759 : Jean d'Aliez
- 1759-1806 : Jacques Delpy
- 1806-1818 : Vincent Poitevin-Peitavi
- 1818-1825 : Joseph Pinaud
- 1825-1834 : baron de Malaret
- 1834-1860 : vicomte de Panat
- 1861-1906 : Fernand de Rességuier
- 1906-1908 : Charles de Raymond-Cahuzac
- 1908-1928 : Auguste de Suffren
- 1928-1937 : Gabriel du Bourg de Luzençon
- 1937-1945 : Guillaume-Aymar Adhémar de Cransac
- 1945-1946 : Robert de Boyer-Montégut
- 1946-1949 : Michel de Bellomayre
- 1949-1958 : Théodore Puntous
- 1958-1976 : Marcel Sendrail
- 1976-1984 : Pierre de Gorsse
- 1984-2002 : Jean Sermet
- 2002-2004 : Roger Merle
- 2004-2009 : Jean Nayral de Puybusque
- 2009-2016 : Georges Mailhos
- depuis 2016 : Philippe Dazet-Brun[10]

## Récompenses

### Fleurs

#### Fleurs d'argent

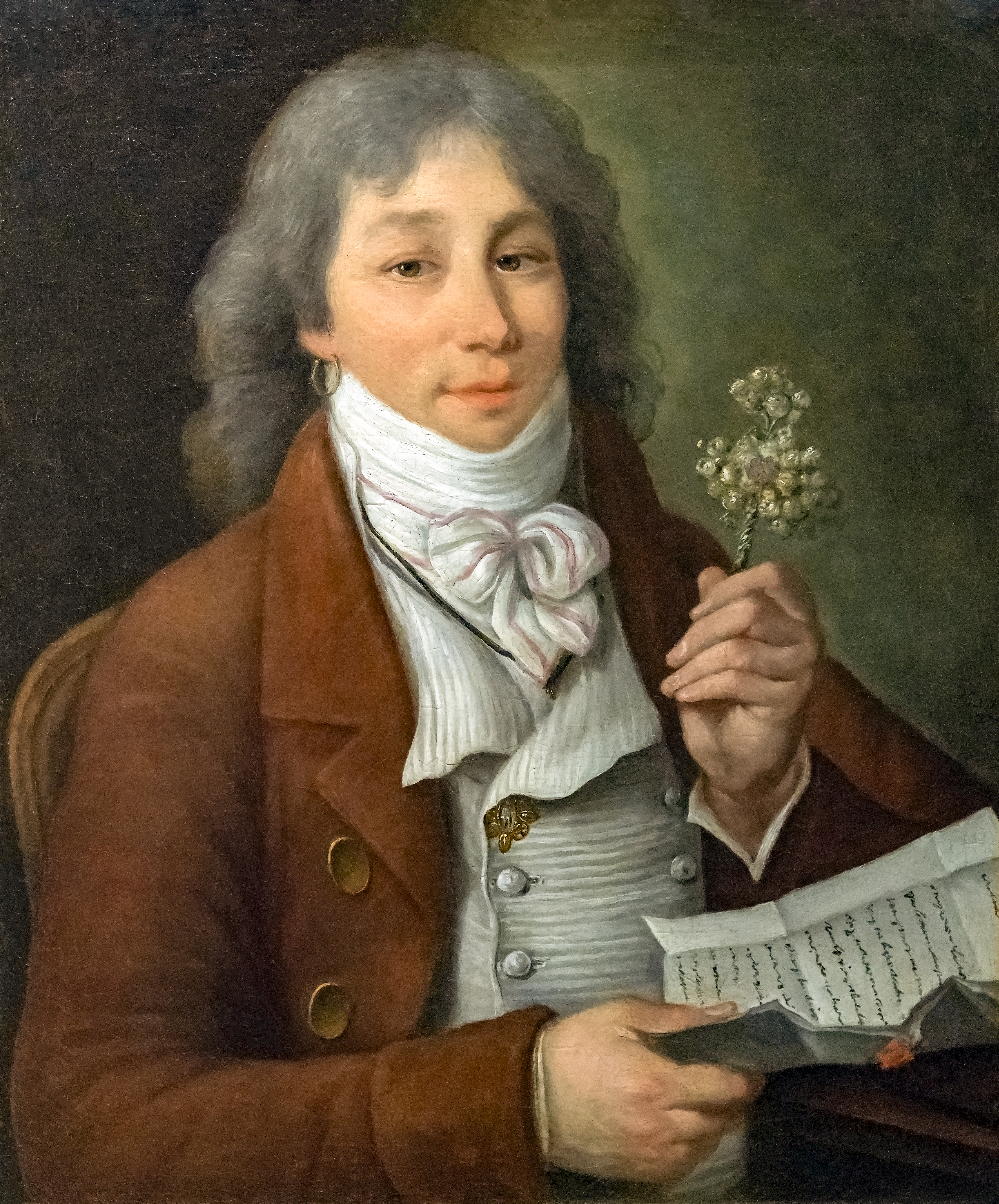
Fabre d'Eglantine avec l'églantine d’argent

- Fabre d'Eglantine avec l'églantine d’argent La Violette : couronne depuis 1324 aux poèmes, épîtres et discours en vers.
- L'Églantine : instaurée en 1349, supprimée en 1806, restaurée en 1886, elle récompense les sonnets.
- Le Souci : couronne depuis 1356 les églogues, idylles, élégies, ballades.
- L 'Œillet : créé en 1607 pour les petits genres et comme prix d'encouragement, elle est aujourd’hui décernée lors du concours des « Jeunes Poètes ».
- L'Amarante : depuis 1694.
- Le Lys : récompense depuis 1739 les hymnes à la Vierge.
- La Primevère : fondée en 1846 par le président Boyer (1754-1853), pair de France et président à la Cour de cassation, elle couronne les fables et apologues.
- L'Immortelle : créée en 1872 par le Conseil général de la Haute-Garonne grâce à une allocation annuelle, elle devait couronner un sujet d'histoire locale. Elle ne fut accordée qu'à quatre reprises jusqu'en 1900. Elle disparut pendant les guerres, mais elle fut rétablie en 1958, et devait récompenser la poésie française moderne. Cette fleur a été accordée régulièrement presque tous les ans, mais du fait de non-versement de la subvention elle n'a plus été décernée depuis 1987.
- Le Narcisse : créé par le conseil municipal en 1959, et remis pour la première fois en 1960. Cette fleur est réservée à la langue d'oc.
- La Rose d'argent : depuis 2004 (Prix de la chanson poétique).

#### Fleur de vermeil
- Le Laurier de vermeil : fondé en 1922, peu avant sa mort, par Stephen Liégeard (1830-1925), le Sous-Préfet aux champs d'Alphonse Daudet, devenu maître ès jeux en 1866, le laurier est destiné à la meilleure pièce du concours annuel. Le laurier peut ne pas être accordé, si le niveau du concours est estimé trop bas ; c'est arrivé à quelques reprises.

#### Fleur en or
- Le Liseron d'or : attribué pour la première fois en 1989 à Mme Pierre de Gorsse en mémoire de son mari, Pierre de Gorsse, ancien secrétaire perpétuel. Cette fleur nouvelle, qui résulte des dispositions testamentaires d'une lauréate de l'académie, doit couronner un grand écrivain dont l'œuvre aura enrichi son temps et glorifié la langue française. Elle peut être remise, à titre posthume, à la famille d'un écrivain défunt.

### Prix

#### Prix spéciaux
- Le Violier d'or : destinée à la demande du baron Marie-Louis Desazars de Montgailhard, mainteneur, à couronner le meilleur poème en langue d'oc, cette fleur devait commémorer celle décernée en 1324 qui, selon certains, n'était en fait pas une violette (prix du 600e anniversaire de l'académie).
- Le Muguet d'argent : offert grâce à une dotation spéciale du comte Bégouen, préhistorien, correspondant de l'Institut, mainteneur (prix du 600e anniversaire de l'académie).
- Le Lys d'or : accordé deux fois seulement, en 1776 et 1819 (Victor Hugo). Il n'avait été instauré que pour deux circonstances exceptionnelles, et n'a plus été attribué depuis[11].
- La Violette d'or : créée en 1880 par le capitaine de Roquemaurel, elle n'a été accordée qu'en quatre occasions, trois fois à la fin du XIXe siècle, et l'autre en 1916. Cette fleur d'or doit, tous les trois ans, couronner un poème sur sujet imposé, d'où la difficulté de son obtention.
- L'Églantine d'or : instituée en 1874, elle n'a jamais été attribuée.
- L'Amarante d'or : remontant à Louis XIV, dont les lettres patentes de 1694 la réservent aux odes, elle a été décernée au total 123 fois, dont deux fois à Victor Hugo et pour la dernière fois en 1911 à Raymond Lizop.
- Le Jasmin d'or : fondé en 1879 par Adélaïde-Louise d'Eckmühl de Blocqueville, maître ès jeux, sous la dénomination « prix d'Eckmühl », il était destiné à couronner le meilleur discours en prose, mais n'était attribuable que tous les trois ans. Il n'a été décerné que trois fois, avant 1900.

#### Prix des Jeunes poètes
Fondé en 1983, il récompense les productions d'auteurs de moins de 25 ans.
En 2012, le recteur de l'Académie de Toulouse a, par une circulaire, invité les chefs d’établissements à inciter les élèves à y participer. Olivier Dugrip et le Secrétaire perpétuel de l'Académie française Georges Mailhos ont souhaité officialiser ce fructueux partenariat entre les deux Académies. Ils ont signé une convention de coopération pour la promotion de la poésie.

## Publications
- Recueil de l'Académie des jeux floraux sur le site Gallica, entre 1807 et 1942 (voir)